# Konflikt marokańsko-algierski (1963)
Konflikt marokańsko-algierski, zwany wojna piaskową (ang. Sand War) – krótkotrwały konflikt graniczny pomiędzy Marokiem a Algierią. Konflikt był nieudaną próbą zajęcia prowincji Tinduf i Baszszar przez Maroko.

## Przebieg
Przyczyną wojny był brak precyzyjnego wytyczenia granicy między Algierią i Marokiem, odkrycie ważnych zasobów mineralnych w spornych rejonach i marokańska koncepcja „Wielkiego Maroka” napędzana przez Partię Niepodległości. Maroko rozpoczęło inwazję, chcąc zdobyć regiony Tinduf i Baszszar, które rząd tego kraju uważał za swoją własność utraconą w chwili uzyskania niepodległości na skutek przesunięć granic dokonanych przez francuskie władze kolonialne. Wojska marokańskie przekroczyły granicę Algierii w październiku 1963 roku. Najbardziej intensywne walki toczyły się wokół miasta Tinduf oraz marokańskiego Fukajk. Choć armia marokańska posiadała nowoczesne, zachodnie uzbrojenie, siły algierskie złożone z weteranów Frontu Wyzwolenia Narodowego z czasów wojny o niepodległość były o wiele bardziej doświadczone. Nieudana ofensywa wojsk marokańskich została ostatecznie zatrzymana po trzech tygodniach na skutek klęsk militarnych Marokańczyków oraz interwencji dyplomatycznej Organizacji Jedności Afrykańskiej i Ligi Arabskiej. Formalne zawieszenie broni podpisano 20 lutego 1964 roku. Wojna piaskowa otworzyła okres rywalizacji między Marokiem będącym konserwatywną monarchią a Algierią - rewolucyjną republiką opartą na nacjonalizmie. Konflikt między tymi krajami odżył w połowie lat 70., gdy Algieria wsparła Front Polisario z Sahary Zachodniej toczący wojnę z marokańskim rządem – wówczas wojska algierskie stoczyły z armią marokańską bitwę o Amgalę z udziałem kilkuset żołnierzy.
W wojnie piaskowej Maroko było dyskretnie wspierane wojskowo przez Francję i Stany Zjednoczone, natomiast Algieria jawnie przez Kubę i Zjednoczoną Republikę Arabską.
Proces demarkacji granicy został przeprowadzony w 1971 roku.